# Cheshire (hrabstwo Berkshire)
Cheshire – jednostka osadnicza w Stanach Zjednoczonych, w stanie Massachusetts, w hrabstwie Berkshire.